# Lothar von dem Knesebeck

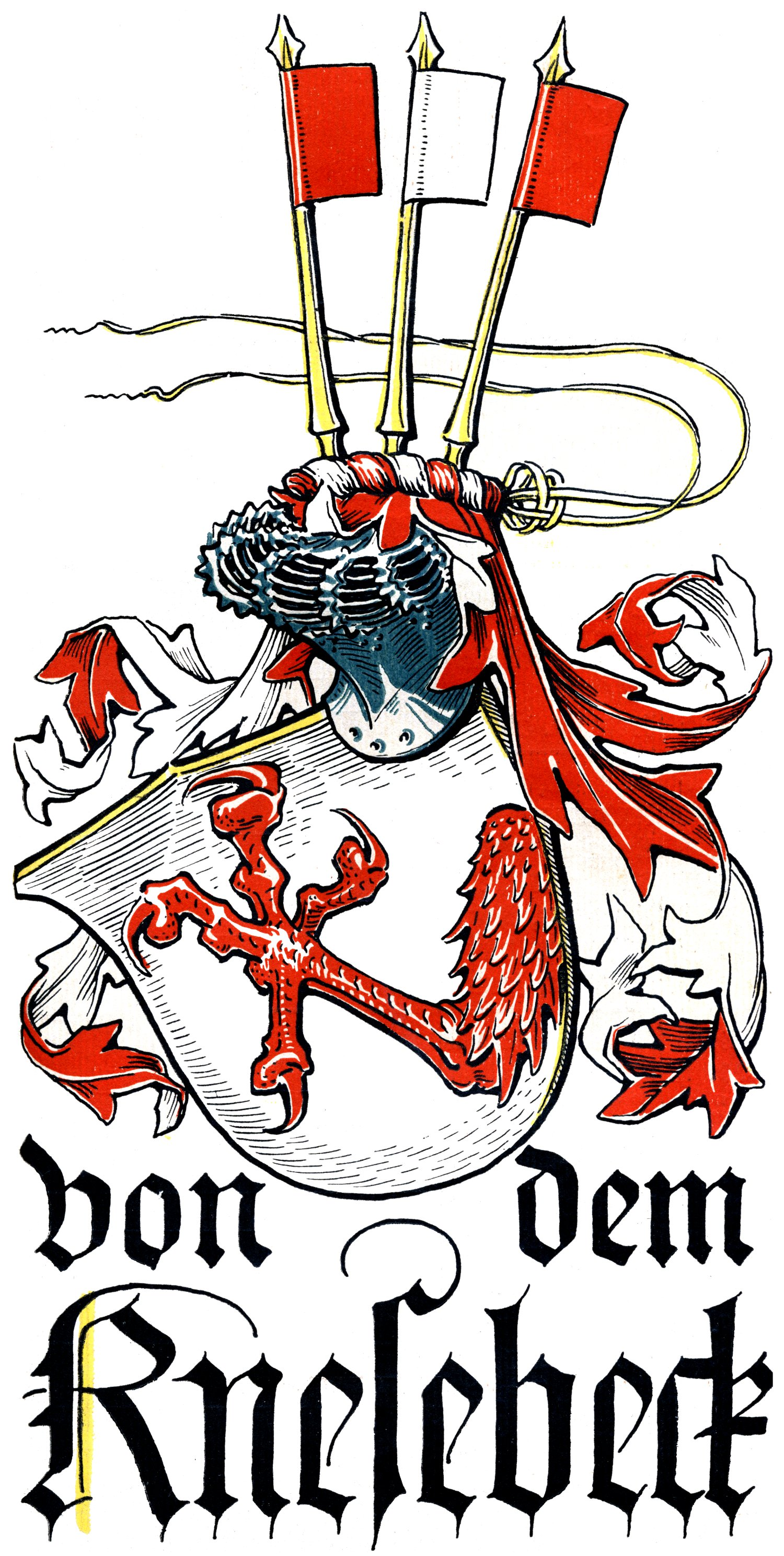
Grafik von Otto Hupp 1926

Lothar Eugen Wilhelm Friedemann von dem Knesebeck (* 8. Oktober 1837 in Brandenburg an der Havel; † 8. Juli 1928 in Löwenbruch) war ein preußischer Generalleutnant und Gutsbesitzer in der Provinz Brandenburg.

## Leben

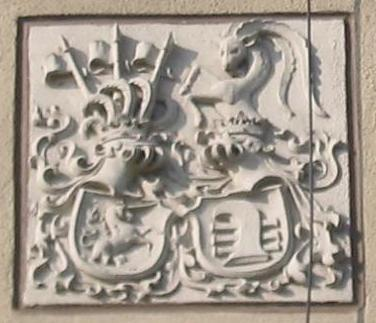
Allianzwappen der Eltern: Eugen von dem Knesebeck und der Klothilde von Bredow

### Herkunft
Lothar von dem Knesebeck war ein Sohn des Eugen von dem Knesebeck (1801–1888) und der Klothilde von Bredow aus dem Hause Haage-Retzow (1813–1900), Tochter der Charlotte du Trossel und des kgl. preuß. Hauptmann und Gutsherrn Friedemann von Bredow. Der Vater war kgl. preuß. Justizrat und Eigentümer auf Gut Löwenbruch südlich von Berlin, im Landkreis Teltow gelegen, und er war ebenso als Buchautor tätig. Knesebecks Brüder waren Berthold (1839–1932), er wurde wie der Vater Justizrat, Wilhelm von dem Knesebeck (1841–1935), vormals Kommandeur und zuletzt Generalleutnant, Friedemann (1844–1930) war 1918 Oberst, sowie Matthias (1850–1933), der Oberstleutnant wurde. Die beiden Schwestern Ilse und Charlotte lebten unverheiratet in Löwenbruch.

### Militärkarriere
Knesebeck ging von 1848 bis Ostern 1849 als Schüler an das Alumnat der Ritterakademie Brandenburg. Bekannteste Mitschüler zeitgleich waren u. a. Ludwig von Geldern, Eduard von Jena, Karl Wilhelm Heinrich von Kleist, Carl von Königsmarck-Plaue und Georg von Schönburg-Waldenburg. Er begann dann seine Militärkarriere beim Kadettenkorps. 1854 wurde Knesebeck als Sekondeleutnant im Garde-Art.-Regiment geführt. 1863 war er Premierleutnant, 1866 Hauptmann. Knesebeck wurde Teilnehmer an den Kriegen 1866 und bei der Schlacht bei Königgrätz, während des Krieges gegen Frankreich war er von 1870 bis 1871 an den Belagerungen von Straßburg und Paris beteiligt. 1874 erfolgte seine Beförderung zum Major, 1881 die Beförderung zum Kommandeur des Feld-Art.-Regiment 21 und zum Oberstleutnant. 1883 stand er in Funktion als Direktor der Art.-Schießschule. Oberst und Kommandeur des 1. Garde-Feld-Art.-Regiment wurde Lothar von dem Knesebeck 1885. Generalmajor und Kommandeur der 1. Garde-Feldartillerie-Brigade wurde er 1888. Im Verwaltungsrat der Lebensversicherungs-Anstalt für die Armee und Marine wurde er 1889 bestätigt. Die Ernennung zum Generalleutnant Disposition war im Jahr 1891.

### Familie
Lothar von dem Knesebeck war zweimal verheiratet:
- 1866 heiratete er in Vietnitz Hedwig Freiin von Oelsen (1844–1867), Tochter des Geheimen Regierungsrates Theodor Freiherr von Oelsen und der Adele Gräfin Kanitz-Podangen:
  - Achaz von dem Knesebeck (1867–1937), Major, Erbe von Löwenbruch;[11] mit Nachfahren
- 1870 heiratete er in Alt-Techlin Susanne von Hennings (1851–1916), Tochter des Premierleutnants Hermann von Hennings[12] und der Ernestine von dem Knesebeck[13][14]
  - Siegfried von dem Knesebeck (1873–1915), Hauptmann, Gutsbesitzer in Nieder-Cosel (Oberlausitz); mit Nachfahren
  - Bernd von dem Knesebeck (1876–1915), kaiserl. Korvettenkapitän (Torpedoboot-Waffe);[15] mit Nachfahren
  - Ruth von dem Knesebeck (1879–1968),[16] verheiratet mit Fritz von Jena, Oberstleutnant im Inf.-Rgt. 9
  - Günther von dem Knesebeck (1880–1942), Hauptmann, unvermählt
  - Wolfgang von dem Knesebeck (1881–1916), kgl. preuß. Hauptmann; mit Nachfahren
  - Christa von dem Knesebeck (1884–1982), verheiratet mit Georg von Schmeling, Oberstleutnant a. D.

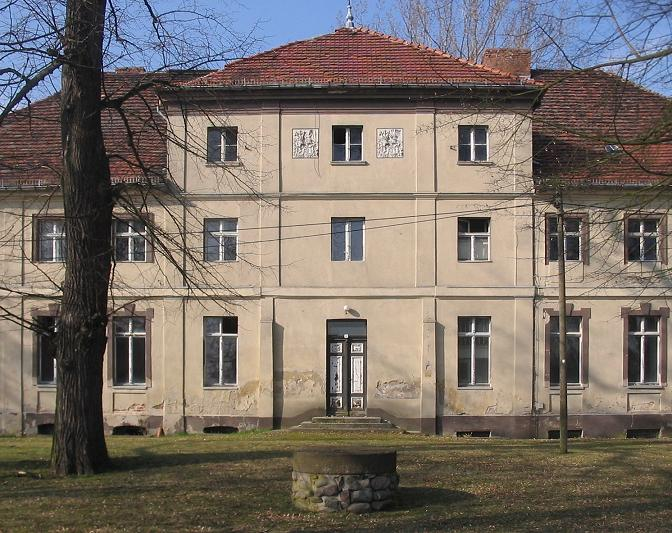
Gutshaus Löwenbruch

### Gutsbesitzer
Mit dem Tod des Vaters 1888 wurde Lothar von dem Knesebeck zu Weihnachten des Jahres Grundbesitzer des bereits 1823 für die Familie erworbenen Rittergutes Löwenbruch. Die eigentlichen Gutsgeschäfte übernahm er erst mit seiner Pensionierung als Militär 1891. Er wurde dann Amtsvorsteher, örtlicher Standesbeamte und von 1893 bis 1905 Kreisdepurtierter des Kreises Teltow. Knesebeck war Kirchenpatron zu Löwenbruch und als Ehrenritter und dann als Rechtsritter im Johanniterorden organisiert. In der genannten Kongregation war Knesebeck zeitweise in einer Führungsfunktion des Konvents der Brandenburgischen Provinzialgenossenschaft und folgte hier Hermann von Klützow nach. Gut Löwenbruch besaß 1914 einen Umfang von 1081 ha. Als Leiter fungierte ein Verwalter. Im juristisch noch damals eigenständigen Gutsbezirk Löwenbruch, mit Wohnmeldungen in Ludwigsfelde und Vorwerk Weinberg, wohnten 1927 amtlich 204 Personen. Das Grab des Lothar von dem Knesebeck befindet sich an der südöstlichen Seite neben der Dorfkirche Löwenbruch. Bereits vor 1894 erhielt Lothar von dem Knesebeck den Ehrentitel Exzellenz. Zeitweise wirkte er als Militärhistoriker. Den Stern zum Roten Adler-Orden zweiter Klasse erhielt Knesebeck 1911.